# Macleania costeroides
Macleania costeroides är en ljungväxtart som beskrevs av Herman Otto Sleumer. Macleania costeroides ingår i släktet Macleania och familjen ljungväxter. Inga underarter finns listade i Catalogue of Life.